# Lijst van Tsjechische kentekens
Tegenwoordig zijn in Tsjechië twee verschillende kenteken-systemen in gebruik.

## Nieuw systeem

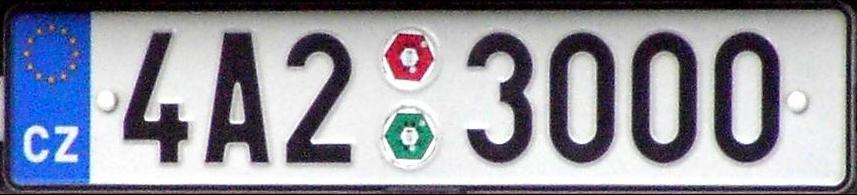
Tsjechisch kenteken, hier is 'A' Praag

De nieuwe Tsjechische kentekens beginnen met een combinatie van drie tekens in de volgorde Cijfer - Letter - Cijfer of letter. De (eerste) letter geeft de regio (Kraj) aan. Hierachter staat een viercijferig volgnummer.
Aan de linkerkant van het nieuwe kenteken staat het EU-logo.
- A - Praag, de hoofdstad

Kaart van de regio's

  - AA, AB, ... - Praag, de hoofdstad (vanaf december 2008)
- B - Zuid-Moravische Regio
- C - Zuid-Boheemse Regio
- E - Pardubice
- H - Hradec Králové (regio)
- J - Vysočina
- K - Karlsbad
- L - Liberec
- M - Olomouc
- P - Pilsen
- S - Midden-Bohemen
  - SA, SB, ... - Midden-Bohemen (vanaf midden 2009)

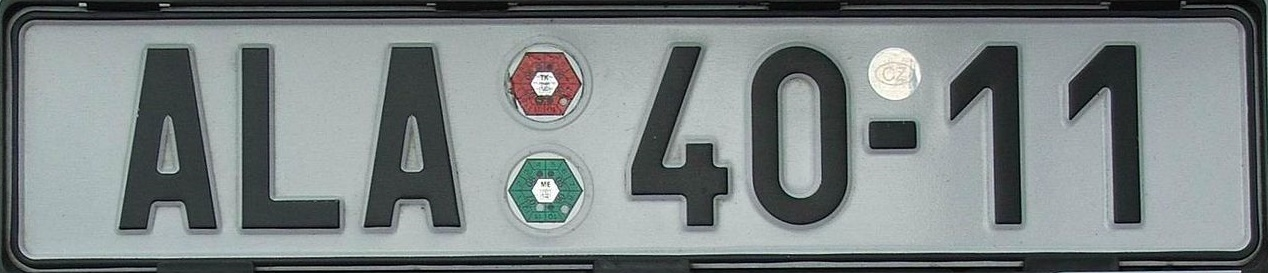
Oud Tsjechisch kenteken, hier A = Praag

- T - Moravisch-Silezische Regio
- U - Ústí nad Labem
- Z - Zlín

## Oude systeem
Bij de oude kentekens van Tsjechië stonden de eerste twee letters voor de stad of het district (Okres). Een uitzondering gold voor de stad Praag, waarvan de kentekens met A beginnen.
Bedrijfswagen, voornamelijk vrachtwagens, kregen gele nummerborden. Voertuigen van buitenlanders hadden blauwe kentekens met gele tekens.
Lijst van kentekens:
- A Praha
- BE Beroun
- BI Brno-venkov
- BK Blansko
- BM Brno-město
- BN Benešov
- BO Brno-venkov
- BR Bruntál
- BS Brno-město
- BV Břeclav
- BZ Brno-město
- CB České Budějovice
- CE České Budějovice
- CH Cheb
- CK Český Krumlov
- CL Česká Lípa
- CR Chrudim
- CV Chomutov
- DC Děčín
- DO Domažlice
- FI Frýdek-Místek
- FM Frýdek-Místek
- HB Havlíčkův Brod
- HK Hradec Králové
- HO Hodonín
- HR Hradec Králové
- JC Jičín
- JE Jeseník
- JI Jihlava
- JH Jindřichův Hradec
- JN Jablonec nad Nisou
- KA Karviná

- KD Kladno
- KH Kutná Hora
- KI Karviná
- KL Kladno
- KM Kroměříž
- KO Kolín
- KR Karlovy Vary
- KT Klatovy
- KV Karlovy Vary
- LB Liberec
- LI Liberec
- LN Louny
- LT Litoměřice
- MB Mladá Boleslav
- ME Mělník
- MO Most
- NA Náchod
- NB Nymburk
- NJ Nový Jičín
- OC Olomouc
- OL Olomouc
- OM Olomouc
- OP Opava
- OS Ostrava-město
- OT Ostrava-město
- OV Ostrava-město
- PA Pardubice
- PB Příbram
- PC Praha-západ
- PE Pelhřimov
- PH Praha-východ
- PI Písek

- PJ Plzeň-jih
- PM Plzeň-město
- PN Plzeň-město
- PR Přerov
- PS Plzeň-sever
- PT Prachatice
- PU Pardubice
- PV Prostějov
- PY Praha-východ
- PZ Praha-západ
- RA Rakovník
- RK Rychnov nad Kněžnou
- RO Rokycany
- SM Semily
- SO Sokolov
- ST Strakonice
- SU Šumperk
- SY Svitavy
- TA Tábor
- TC Tachov
- TP Teplice
- TR Třebíč
- TU Trutnov
- UH Uherské Hradiště
- UL Ústí nad Labem
- UO Ústí nad Orlicí
- US Ústí nad Labem
- VS Vsetín
- VY Vyškov
- ZL Zlín (vanaf 1990, daarvoor GT/GV = Gottwaldov)
- ZN Znojmo
- ZR Žďár nad Sázavou

De series BI, CE en LI zijn alleen in geel, dus voor bedrijfswagen in gebruik geweest.
De series PC en US zijn alleen bij motoren gebruikt.

## Corps Diplomatique

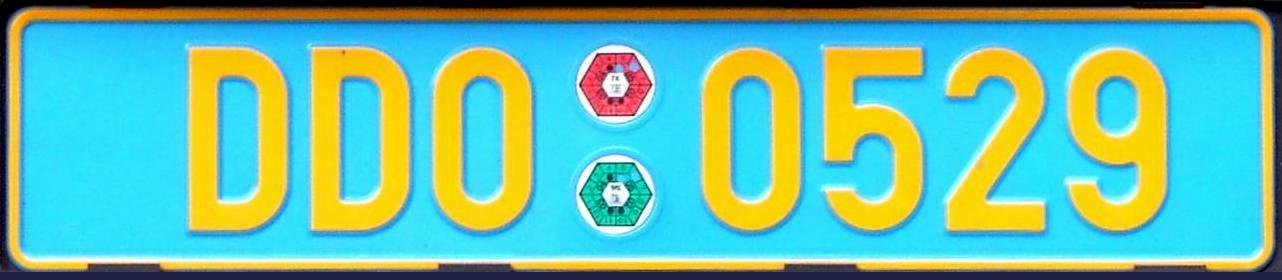
CD kenteken uit Tsjechië

Kentekenplaten voor diplomaten en ambassadepersoneel was in het verleden zeer opvallend uitgevoerd, met gele tekens op een helder blauwe achtergrond. Tegenwoordig zijn diplomatieke kentekens moeilijker te onderscheiden: de tekens zijn nu donkerblauw, terwijl voor normale kentekens zwart wordt gebruikt.